# 스티븐 바워
스티븐 바워(Steven Bauer, 1956년 12월 2일 ~ )는 미국의 배우이다.

## 출연 작품
- 제이엘 랜치 (2016)
- 온 페인티드 윙스 (2014)
- 더 룩어라이크 (2014)
- 씨식 세일러 (2013)
- 파이브 써틴 (2013)
- 카운터펀치 (2013)
- 차베즈 케이지 오브 글로리 (2013)
- 라스트 아이 허드 (2013)
- 어웨이큰 : 원혼의부활 (2013)
- 너클헤즈 (2012)
- 쿠바메리칸 (2012)
- 리번 (2012)
- 다크 트루스 (2012)
- 울프맨 : 비스트 헌터 (2012)
- 고딕 어쌔신 (2012)
- 시실리 : 피의 전쟁 (2012)
- 러브 드라이브 (2011, Driving by Braille)
- 델신 (2011)
- 핌프 불리즈 (2011)
- 가비지 (2011)
- 원 인 더 건 (2010)
- 패스트 레인 (2010)
- 스페셜 OPS (2010)
- 크럼블 (2010)
- 초능력자2018: 염력 (2010)
- 디삼드 (2010)
- 어 넘버스 게임 (2010)
- 불렛페이스 (2010)
- 프로미스 (2010)
- 섀도우 솔저 (2010)
- 인트루더스 (2009)
- 레이븐 (2009)
- 캐머플라즈 (2009)
- 에너미 라인스 3 (2009)
- 뮤턴트 (2008)
- 다크 월드 (2008)
- Toxic (2008)
- 플래닛 랩터 (2007)
- 라스트 센티널 (2007)
- 도둑과 거짓말쟁이 (2006)
- 사우스 비치 (2006)
- 로스트 시티 (2005)
- 핏 파이터 (2005)
- 감옥 (2004)
- 랩터 아일랜드 (2004)
- 노라 (2003)
- 가장과 익명 (2003)
- 베레타 357 (2002)
- 그들만의 비상구 (2001)
- UC - 언더커버 (2001)
- 러빙 유 (2000)
- 리빙 하바나 (2000)
- 트래픽 (2000)
- 레릭 헌터 (1999)
- 보스 (1999)
- 트릭 (1998)
- 베르사체 살인 사건 (1998)
- 킥복싱 아카데미 (1997)
- 마이애미 (1997)
- 시스터스 앤드 스트레인저스 (1997)
- 플라토스 런 (1997)
- 블랙아웃 (1997)
- 프라이멀 피어 (1996)
- 싸일렌서 (1995)
- 와일드 게임 (1995)
- 스타퀘스트 (1994)
- 스트레인저(영어판) (1994)
- 위험한 증거 (1994)
- 욕망의 볼레로 (1994)
- 스냅드래곤 (1993)
- 스피드 레이서 (1992)
- 레드 슈 다이어리 2 (1992)
- 카인의 두 얼굴 (1992)
- 끝없는 도주 (1991)
- 사랑의 배반 (1991)
- 백색 전쟁 (1990, Drug Wars: The Camarena Story)
- 스케이트보드(영어판) (1989)
- 와일드파이어 (1988)
- 비스트 (1988)
- 필사의 도주 (1986)
- 밤의 특공대 (1986)
- 씨프 하트 (1984)
- 스카페이스 (1983)

### 텔레비전
- 와이즈가이 (1990, Wiseguy)
- 레이 도노반 (2013-17)